# Periplacis splendida
Periplacis splendida är en fjärilsart som beskrevs av Butler 1867. Periplacis splendida ingår i släktet Periplacis och familjen Riodinidae. Inga underarter finns listade i Catalogue of Life.